# ホモジェニック
『ホモジェニック』（Homogenic）は、アイスランド出身のミュージシャン、ビョークが1997年に発表した4作目のスタジオ・アルバム。日本初回限定盤には6曲のボーナス・トラック（収録曲のリミックスを含む）が追加収録された。

## 背景
ビョーク自身は、本作を「私が子供の頃に聴いた音楽にとても近い」「とてもアイスランド的なレコード」と位置付けている。収録曲「バチェラレット」は、前スタジオ・アルバム『ポスト』（1995年）収録曲「イゾベル」の続編に当たる。

## 評価
本作は、アメリカではグラミー賞最優秀オルタナティヴ・ミュージック・パフォーマンス部門にノミネートされた。イギリスでは、全英アルバムチャートで自身3度目のトップ5入りを果たし、1998年2月9日に開催されたブリット・アワードにおいて、ビョークが自身3度目の「Best International Female」を受賞した。
2011年2月14日、Slant Magazineのスタッフが選出した「'90年代のベスト・アルバム」が発表され、本作が1位となった。
『ローリング・ストーン』誌が選んだ「歴代最高のアルバム500選」において202位に選ばれている。

## 収録曲
特記なき楽曲はビョーク作。
1. ハンター - "Hunter" - 4:15
2. ヨーガ - "Jóga" (Björk, Sjón) - 5:05
3. アンラヴェル - "Unravel" (Björk, Guy Sigsworth) - 3:21
4. バチェラレット - "Bachelorette" (Björk, Sjón) - 5:12
5. オール・ネオン・ライク - "All Neon Like" - 5:53
6. 5イヤーズ - "5 Years" - 4:29
7. イマチュア（マーク・ベルズ・ヴァージョン） - "Immature (Mark Bell's Version)" - 3:06
8. アラーム・コール - "Alarm Call" - 4:19
9. プルートウ - "Pluto" (Björk, Mark Bell) - 3:20
10. オール・イズ・フル・オブ・ラヴ（ハウィーズ・ヴァージョン） - "All Is Full of Love (Howie's Version)" - 4:32

## 日本初回限定盤ボーナス・トラック
1. ヨーガ（ハウィーB） - "Jóga (Howie B Main Mix)" (Björk, Sjón) - 5:00
2. サド・オフ - "Sod Off" - 2:54
3. イマチュア（ビョークス・ヴァージョン） - "Immature (Björk's Version)" - 2:48
4. ソー・ブロークン - "So Broken" - 5:59
5. ネイチャー・イズ・エインシャント - "Nature Is Ancient" (Björk, M. Bell) - 3:39
6. ヨーガ（アレックス・エンパイア・ミックス） - "Jóga (Alec Empire Remix)" (Björk, Sjón) - 8:44

## シングル
本作からのシングルのチャート最高順位を示す。
| タイトル                       | チャート         | 最高順位 |
| ------------------------------ | ---------------- | -------- |
| ヨーガ                         | オランダ         | 95       |
| ヨーガ                         | スイス           | 49       |
| ヨーガ                         | スウェーデン     | 37       |
| ヨーガ                         | ニュージーランド | 43       |
| ヨーガ                         | フィンランド     | 16       |
| バチェラレット                 | イギリス         | 21       |
| バチェラレット                 | オランダ         | 96       |
| バチェラレット                 | フランス         | 17       |
| ハンター                       | イギリス         | 44       |
| ハンター                       | フランス         | 55       |
| アラーム・コール               | イギリス         | 33       |
| オール・イズ・フル・オブ・ラヴ | イギリス         | 24       |

## 参加ミュージシャン
- ビョーク - ボーカル、キーボード、編曲
- マーク・ベル - キーボード、プログラミング
- ガイ・シグスワース - キーボード、クラヴィコード、パイプ・オルガン
- マーカス・ドラヴス - プログラミング
- リチャード・ブラウン - プログラミング
- マリウス・デ・ヴライス - プログラミング
- ハウィー・B - プログラミング
- トレヴァー・モライス - エレクトロニック・ドラム
- coba - アコーディオン
- アラスデア・マロイ - グラス・ハーモニカ
- エミール・デオダート - オーケストレーション、編曲
- The Icelandic String Octet - ストリングス(on 1. 2. 6. 9.)
  - Sigrun Edvaldsdottir - ヴァイオリン
  - Sigurbjorn Bernhardsson - ヴァイオリン
  - Sif Tulinius - ヴァイオリン
  - Una Sveinbjarnardottir - ヴァイオリン
  - Gudrun Hrund Hardardottir - ヴィオラ
  - Moeidur Anna Sigurdardottir - ヴィオラ
  - Sigurdur Bjarki Gunnarsson - チェロ
  - Jon R. Ornolfsson - チェロ

- イゾベル・グリフィス - オーケストラ・コントラクター
- ギャヴィン・ライト - ヴァイオリン
- ウィルフ・ギブソン - ヴァイオリン
- ピーター・オクサー - ヴァイオリン
- ロジャー・ガーランド - ヴァイオリン
- ジム・マクラウド - ヴァイオリン
- ベン・クラフト - ヴァイオリン
- ペリー・モンタギュー＝メイソン - ヴァイオリン
- ヴォーン・アーモン - ヴァイオリン
- Maciej Rakowski - ヴァイオリン
- マーク・ベロウ - ヴァイオリン
- ジョージ・ロバートソン - ヴィオラ
- ピーター・レイル - ヴィオラ
- ロジャー・チェイス - ヴィオラ
- ビル・ホークス - ヴィオラ
- マーティン・ラヴデイ - チェロ
- ヘレン・リーブマン - チェロ
- ポール・ケッグ - チェロ
- ジョン・タンネル - チェロ
- クリス・ローレンス - コントラバス
- マイク・ブリッテン - コントラバス
- ジェフ・ブライアント - ホルン
- マイク・トンプソン - ホルン
- ポール・ガーダム - ホルン
- ポール・プリチャード - ホルン
- スティーヴ・ヘンダーソン - ティンパニ
- フランク・リコッティ - ミリタリー・スネア
- ヘレン・タンストール - ハープ
- トニー・スタントン - 筆記